# マリンブルーの風に抱かれて
『マリンブルーの風に抱かれて』（マリンブルーのかぜにだかれて）は、矢沢あい著の少女漫画で、『りぼん』1989年（平成元年）9月号〜1991年（平成3年）1月号に連載された。『りぼんオリジナル』発表の番外編3編を含む、矢沢初の長期連載作品。
矢沢あいにとっては平成改元後初の連載漫画。彼女のほかの作品同様、高校生の恋愛を描いたものである。文庫判全3巻、新書判コミック全4巻（集英社）。

## ストーリー
ヒロインの橘遙は海辺の街に住む高校生。小学校時代に親の転勤でカリフォルニア州に行ってしまった初恋の相手、有川亨と夏のビーチで再会するところから物語は始まる。
遙の従兄弟、清水一平と亨は同じ高校へ通うことになり共通の趣味、サーフィンを通して仲良くなる。遙と亨はお互いを想いながらも、気持ちを相手に明らかにはしようとしない。一平が既に遙に恋心を抱いていたことで亨とサーフィン・トーナメントで決着を着けようとするが二人とも同じ波に乗ってしまったことで亨のボードが一平の頭部を強打し彼は意識不明の状態に陥る。亨と一平はN高のサッカー部に属していたため、クラブ存続を賭けたK工との練習試合に出る予定でいたのだが、意識不明の一平の再手術の日、亨は勝利を一平に誓って遙と一平を残し、出かけてゆく。結果、N高は勝利し一平の手術も成功し彼は意識を取り戻すが、一平を大切に思う気持ちと、亨に対する強い気持ちで遙は思い悩む日々を過ごす。また、遙の親友、北田智世が亨に想いを寄せていることを打ち明けられ、遙は自分の身を引こうとする。
医師にサーフィンはもうできないと宣告された一平は中学時代のサッカー部の先輩で今は暴走族のヘッドである佐原永司と再会し彼らとつるむ事で憂さをはらそうとする。そして遙に亨のもとへ帰れと突き放す。一平を気遣う遙は、一平の同級生で、遥とも小学校のクラスメイトであった山田理加と暴走族の集会中の彼の元へ行くが、そこで理加と佐原がかつて恋人同士であったことを事を知る。遙の心遣いを見て、一平は自分の行動を見直すことにする。佐原と理加はこの再会を機にまた付き合うようになる。
遙や亨などの支えを受け、一平は再びシェーパーとしてサーフィンに情熱を注ぐことにした。一平は大会を前にした亨のサーフボードを作り始める。一方亨は夏のサーフィントーナメントの練習をしている時、かつて亨がカリフォルニアでサーフィンの手解きをした木暮俊也がトーナメントのライバルとして現れたことを知る。一平製作のマリン・ブルーにカラーしたボードを使い、仲間の応援をバックに、亨は小暮俊也を破りジュニアの部で優勝を手にする。亨は優勝スピーチの時、メダルを遙に奉げ、自分の気持ちを伝える。遙と亨は幸せな日々を送ることになる。その後、亨はカリフォルニアにいる兄を頼ってプロのサーファーを目指すため、一人でカリフォルニアに旅立つ。再び離れ離れになってしまった遙と亨だが、二人は強い絆で結ばれており、最後は遙が冬休みを使って亨に会いに行くところで終わる。

### 番外編
そして光の中へ
- 初出：『りぼんオリジナル』1991年早春の号（新書判コミックス第4巻p.113 - 157に収録[3][4]）

遙は亨を追いかけてロスアンゼルスへ行き、亨と再会したところから始まる。二人は遙の滞在先のホテルで偶然、出張中だった遙の父と遭遇。父はサーファーの亨との交際を認めようとしない。亨はプロ・サーファーへの登竜門といわれるトーナメントに出場するが決勝で敗れる。そこで遙の両親は亨に遙を任せることを決意するが、未熟な亨は遙に両親と一緒に帰国させる。そこで亨はエンゲージメント・リングを遙に手渡す。
白い波の彼方に
- 初出：『りぼんオリジナル』1990年夏の号（新書判コミックス第4巻p.159 - 209に収録[3][4]）

1985年、遙達が小学生時代の話。同じクラスの女子が亨を好きなことを知っているのに亨と仲良くしていることを、理加たち女子たちから非難され、亨を避けるようになってしまった遥。亨がドルフィンを遙に託してカリフォルニアへ行ってしまった。悲しみにくれる遙は一平の母であり自分の叔母である清水冴子に励まされ、一平達と楽しい時を過ごす。一平は引っ越したK海岸（片瀬海岸である模様）でサーフィンの練習に励む。だが冴子は病名は出てこないが悪性貧血を伴う疾患で死亡する。
最後の片思い
- 初出：『りぼんオリジナル』1992年春の号（※新書判の短編集『うすべにの嵐』に収録[3]および2002年発刊の文庫判3巻〈や32 - 3〉に収録[注 1]）

一平の高校卒業前後の話。一年生の小泉沙知が不器用な一平にアプローチ。山田理加が二人を取り持つ。

## 登場人物
橘遙（たちばな はるか）
主人公。S女子高校1年生で15歳。清水一平の従妹で、彼の父親の喫茶店でアルバイトをしている。小学校の頃から、ずっと亨が好き。工藤静香似。A型。
有川亨（ありかわ とおる）
米国から帰国し一平のクラスに編入した、サーフィンが得意な高校生。サッカー部員。普段はアルバイトかサーフィンをしている。最終的にはサーファーを目指し再渡米する。A型。
清水一平（しみず いっぺい）
遙の従兄。亨の恋敵であり、サーフィンのライバルでもある。亨をサッカー部に引き入れた張本人。怪我でサーフィンが出来なくなりサーフボードを売り払ってしまうなど荒れていた時期もあったが、シェーパーという新しい夢が出来て立ち直る。高校卒業後は亨を追いかけ米国に渡る。B型。
北田智世（きただ ともよ）
遙の同級生のお嬢様。亨を密かに想っている。B型。
マスター
一平の父親にして、遥の母親の兄。喫茶店を経営している。元サーファー。
清水冴子（しみず さえこ）
一平の母親にして、遙の伯母。遙が小学生時代、懐いていたが病死。
木暮俊也（こぐれ としや）
中学2年生で帰国子女。かつて亨がハワイに旅行中の時、サーフィンの手解きを受けた。亨の良きライバル。のちに一平と同じ高校に入学。
山田理加（やまだ りか）
小学校時代、遙と亨を引き裂いたが、二人の仲を取り持とうとする。一平、亨と同じ高校に通う。中学時代は暴走族と関わっていた。母親と二人暮し。高校卒業後に佐原永司とできちゃった結婚する。AB型。
佐原永司（さはら えいじ）
一平の中学校時代、サッカー部の先輩でサッカー選手として特待生で進学する。怪我が元で退学、暴走族の頭を張る。後の山田理加の恋人。彼の短ランは一平→俊也と引き継がれていく。
小泉沙知（こいずみ さち）
一平に憧れてサッカー部のマネージャーに志願した。
ドルフィン
遙が亨にもらった犬。ストーリーの初期に登場。

## 単行本
全て作者は矢沢あい、発行は集英社。
- 新書判『マリンブルーの風に抱かれて』〈りぼんマスコットコミックス〉
  1. 1990年3月15日発売[5]、ISBN 4-088-53517-0
  2. 1990年9月14日発売[6]、ISBN 4-088-53538-3
  3. 1991年2月15日発売[7]、ISBN 4-088-53555-3
  4. 1991年6月14日発売[4]、ISBN 4-088-53570-7

- 文庫判『マリンブルーの風に抱かれて』〈集英社文庫:コミック版〉
  1. 2002年8月14日発行〈や32 - 1〉、ISBN 4-086-17851-6
  2. 2002年8月14日発行〈や32 - 2〉、ISBN 4-086-17852-4
  3. 2002年8月14日発行〈や32 - 3〉、ISBN 4-086-17853-2